# Торпедо (футбольный клуб, Николаев)
«Торпедо» Николаев (укр. Футбольний клуб «Торпедо») — украинский любительский футбольный клуб из Николаева (Николаевская область). Выступает в Чемпионате Николаевской области по футболу, любительских чемпионатах Украины.

## Прежние названия
- 1955—1957: «Авангард» (укр. «Авангард»)
- 1957—?: «Торпедо» (укр. «Торпедо»)[2]
- 2001—2005: «Зоря-Машпроект» (укр. «Зоря-Машпроект»)
- 2005—н. в.: «Торпедо» (укр. «Торпедо»)[3]

## История

1958 г. Футбольная команда «Торпедо» — участник первенства УССР среди КФК. Дебютного и одновременно самого успешного сезона для николаевской команды в данном турнире (3 место в 4-й зоне). На фото: Нач. команды Юрий Маврокордато, тренер Александр Иванов, нач. техподготовки Письменный, футболисты: Башмаков, Журавлёв, Школенко, Колокольников, Гутерез, Кузьминцев, Николадошвили, Гончарук, Якименко, Власенко, Третяк, Завирюха, Шаров

Команда создана в 1954—1955 годах на николаевском предприятии ЮТЗ «Зоря» под названием «Авангард». Первый успех пришел к заводским футболистов 3 июня 1955 года, когда они выиграли Кубок области, победив в финале «Красный прапор» (Николаев) со счётом 6:0.
В 1957 году «Авангард» меняет название на «Торпедо». Команда − участник первенств Украины среди коллективов физкультуры (лучший результат − третье место в 1958 году), участник розыгрышей Кубков Украины среди КФК. Финалист Кубка Украины 1963. Участник кубка СССР среди КФК («Кубок миллионов»). Команда неоднократно выигрывала звание чемпиона и Кубок Николаевской области.
Не раз «Торпедо» находилось в шаге от завоевания путевки в класс «Б» чемпионата СССР, но в переходных матчах сильнейшим оказывался «Судостроитель». С 1982 года заводская команда чаще всего находилась на задворках турнирной таблицы областного чемпионата.
Возрождение заводской футбольной команды началось в 2001 году при активной поддержке руководства предприятия "Научно-производственный комплекс газотурбостроительства (ДП НПКГ) «Зоря-Машпроект» во главе с Героем Украины Юрием Бондиным. Команда «Зоря-Машпроект» дважды в 2002 и 2004 выигрывала Кубок города Николаева, дебютировала в первой группе чемпионата области. В 2004 году когда команда пребывала на задворках турнирной таблицы, у её руля становится Владимир Козенко, тренер, который до этого 20 лет занимался с детьми в СДЮШОР «Торпедо» и даже стоял у истоков её создания. В 2005 была произведена реорганизация футбольного хозяйства на НПК «Зоря-Машпроект», создан футбольный клуб с историческим названием — «Торпедо». К «Торпедо» пришел третий кубок города (2006), спустя 25 лет вернулись победы в чемпионате области. Для защиты титулов, а также для дебюта в кубке Украины, клуб усилился рядом бывших профессиональных футболистов. Самые известные — Александров и Булах (МФК «Николаев») и Гранковский (играл за команды Херсона и Севастополя). Выступление на всеукраинском уровне принесло выход в финал Кубка Украины (2007). За дебютом в кубке последовал дебют в чемпионате Украины. И снова финал — чемпионата Украины (2008 и 2009).

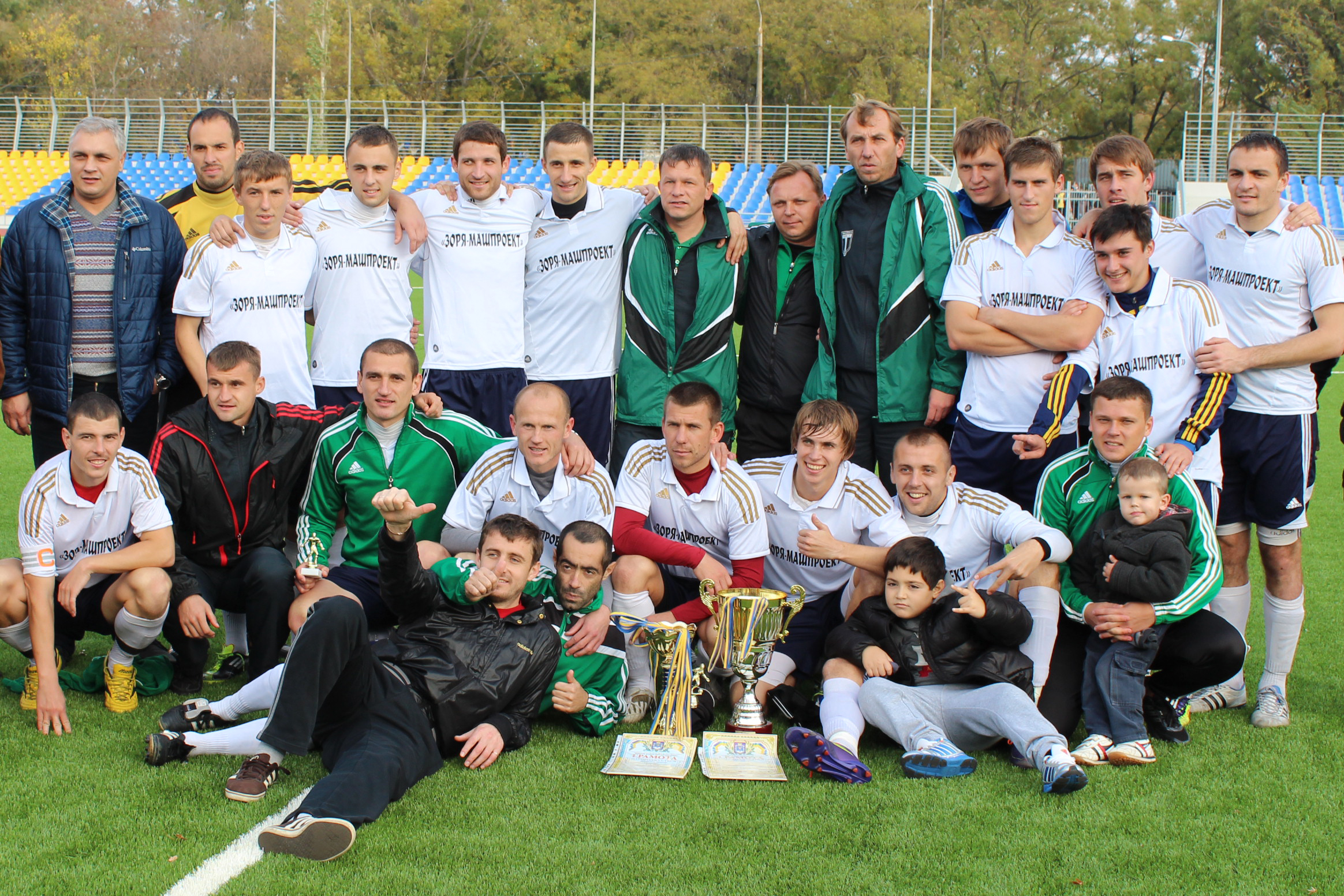
2013 г. Футбольная команда «Торпедо» — победитель Суперкубка области

В 2008 году в рамках празднования 100-летнего юбилея футбола в Николаеве разыгрывался Кубок столетия николаевского футбола. Так, в честь праздника, на один сезон был переименован суперкубок области. «Торпедовцы» стали обладателями уникального трофея.
В 2011 году команда впервые в новейшей истории завоевала Кубок области. «Торпедо» одержало четыре победы и одну ничью на пути к финалу, в котором и победили. К победе в кубке «Торпедо» добавило звание чемпиона, а также Суперкубок, став тем самым первым клубом в истории региональных соревнований, завоевавшим все три главных трофея областного футбола в одном сезоне. Выступления в чемпионате Украины в 2011 году принесли команде бронзу, а нападающему «торпедовцев» Роману Тормозову звание лучшего бомбардира турнира.
Пять чемпионских званий, кубок, четыре суперкубка области и четыре подряд выхода в финальные этапы всеукраинских соревнований сделали команду «Торпедо» безоговорочным лидером региона в любительском футболе второй половины 2000-х годов.

## История выступлений
| Сезон | Лига | Лига              | Лига   | Лига | Лига | Лига | Лига | Лига | Лига | Лига | Кубок                           | Соперник по финалу            | Ист. |
| Сезон | У    | Дивизион          | Место  | И    | В    | Н    | П    | МЗ   | МП   | О    | Кубок                           | Соперник по финалу            | Ист. |
| ----- | ---- | ----------------- | ------ | ---- | ---- | ---- | ---- | ---- | ---- | ---- | ------------------------------- | ----------------------------- | ---- |
| 1958  | КФК  | УССР 4 зона       | 3      | 14   | 7    | 4    | 3    | 31   | 26   | 18   |                                 |                               |      |
| 1963  | —    | —                 | —      | —    | —    | —    | —    | —    | —    | —    | Кубок УССР финалист             | Метеор (Днепропетровск) — 1:2 |      |
| 1963  | —    | —                 | —      | —    | —    | —    | —    | —    | —    | —    | Кубок СССР среди КФК 1/8 финала |                               | [15] |
| 1964  | КФК  | УССР 1 зона       | 4      | 6    | 1    | 1    | 4    | 3    | 9    | 3    |                                 |                               |      |
| 1965  | КФК  | УССР 1 зона       | 4      | 8    | 3    | 1    | 4    | 6    | 9    | 7    | Кубок УССР 3 круг               |                               | [16] |
| 1966  | КФК  | УССР 1 зона       | 5      | 8    | 2    | 0    | 6    | 1    | 10   | 4    |                                 |                               |      |
| 1974  | КФК  | УССР 3 зона       | 4      | 14   | 5    | 5    | 4    | 28   | 17   | 15   |                                 |                               |      |
| 2007  | —    | —                 | —      | —    | —    | —    | —    | —    | —    | —    | финалист                        | Еднисть-2 (Плиски) — 0:0, 0:2 | [17] |
| 2008  | АЛФУ | ЛЧУ 5 группа      | 1      | 8    | 5    | 3    | 0    | 10   | 5    | 18   | 1/4 финала                      |                               | [18] |
| 2008  | АЛФУ | финал, группа «Б» | 1      | 3    | 2    | 0    | 1    | 9    | 5    | 6    |                                 |                               |      |
| 2008  | АЛФУ | финал             | 2      | 1    | 0    | 0    | 1    | 1    | 2    | 0    |                                 | Лужаны — 1:2                  |      |
| 2009  | АЛФУ | ЛЧУ 3 группа      | 2      | 6    | 4    | 1    | 1    | 10   | 6    | 13   |                                 |                               |      |
| 2009  | АЛФУ | финал, группа «А» | 1      | 3    | 3    | 0    | 0    | 8    | 0    | 9    |                                 |                               |      |
| 2009  | АЛФУ | финал             | 2      | 1    | 0    | 0    | 1    | 1    | 2    | 0    |                                 | Еднисть-2 (Плиски) — 1:2      |      |
| 2010  | АЛФУ | ЛЧУ 3 группа      | 2      | 8    | 5    | 1    | 2    | 19   | 15   | 16   |                                 |                               |      |
| 2010  | АЛФУ | финал, группа «Б» | 3      | 3    | 1    | 0    | 2    | 5    | 5    | 3    |                                 |                               |      |
| 2011  | АЛФУ | ЛЧУ 3 группа      | 1      | 10   | 7    | 2    | 1    | 25   | 10   | 23   |                                 |                               |      |
| 2011  | АЛФУ | финал, группа «Б» | 2      | 3    | 2    | 0    | 1    | 5    | 4    | 3    |                                 |                               |      |
| 2012  | АЛФУ | ЛЧУ 3 группа      | 3      | 12   | 7    | 2    | 3    | 26   | 24   | 23   | 1/8 финала                      |                               | [19] |
| 2012  | АЛФУ | финал, группа «А» | 3      | 3    | 1    | 0    | 2    | 4    | 6    | 3    |                                 |                               |      |
| 2013  | АЛФУ | ЛЧУ 4 группа      | 4 из 6 | 10   | 3    | 2    | 5    | 14   | 10   | 11   | предв. этап                     |                               |      |

### Памятные матчи
Финал Кубка Украины среди любителей 2007
| Торпедо Николаев | 0 : 2   | Еднисть-2 с. Плиски    |
| ---------------- | ------- | ---------------------- |
|                  | (отчёт) | Лагойда 32′ · Ткач 86′ |

| Еднисть-2 с. Плиски | 0 : 0   | Торпедо Николаев |
| ------------------- | ------- | ---------------- |
|                     | (отчёт) |                  |

Игра за первое место чемпионата Украины 2008
| ФК Лужаны                               | 2 : 1   | Торпедо Николаев |
| --------------------------------------- | ------- | ---------------- |
| Сергей Янчик 4′ пен. · Сергей Янчик 56′ | (отчёт) | Евгений Гук 70′  |

Игра за первое место чемпионата Украины 2009
| Еднисть-2 с. Плиски                   | 2 : 1   | Торпедо Николаев   |
| ------------------------------------- | ------- | ------------------ |
| Вадим Тарыкин 59′ · Вадим Тарыкин 68′ | (отчёт) | Роман Тормозов 33′ |

## Достижения

### Национальные чемпионаты

#### СССР
Переходные матчи за право выступать в Классе «Б»:
- Участник (3) — 1961, 1963, 1965

### Любительские соревнования

#### УССР
Первенство УССР среди КФК:
- 3 место в 4-й зоне (1) — 1958

Кубок УССР среди ККФ:
- Финалист (1) — 1963

#### Украина
Чемпионат Украины среди любительских команд:
- Серебряный призёр (2) — 2008, 2009
- Бронзовый призёр (1) — 2011

Кубок Украины среди любительских команд:
- Финалист (1) — 2007

|valign=top|

#### Региональные
Чемпионат Николаевской области:
- Победитель (13) — 1958, 1959, 1960, 1961, 1963, 1965, 1982, 2005, 2006, 2008, 2010, 2011, 2013
- Серебряный призёр (5) — 1964, 1973, 1979, 2007, 2012
- Бронзовый призёр (7) — 1955, 1956, 1962, 1967, 1969, 1974, 2009

Кубок Николаевской области:
- Победитель (9) — 1955, 1959, 1960, 1963, 1965, 1974, 2011, 2012, 2014
- Финалист (7) — 1966, 1969, 1971, 1979, 2007, 2008, 2010

Суперкубок Николаевской области:
- Победитель (7) — 2006, 2007, 2008, 2010, 2011, 2012, 2013
- Финалист (2) — 2005, 2014

#### Другие
Кубок «Рабочей газеты»:
- Победитель (2) — 2011[20], 2012[21]

Турнир ААФУ памяти Петра Безносенко:
- Серебряный призёр (1) — 2012[22]

## СДЮШОР Торпедо
ДП НВКГ «Зоря-Машпроект» наряду с футбольным клубом «Торпедо», c 2004 года имеет на баллансе одноимённую спортивную детско-юношескую школу олимпийского резерва.

### Визитная карточка

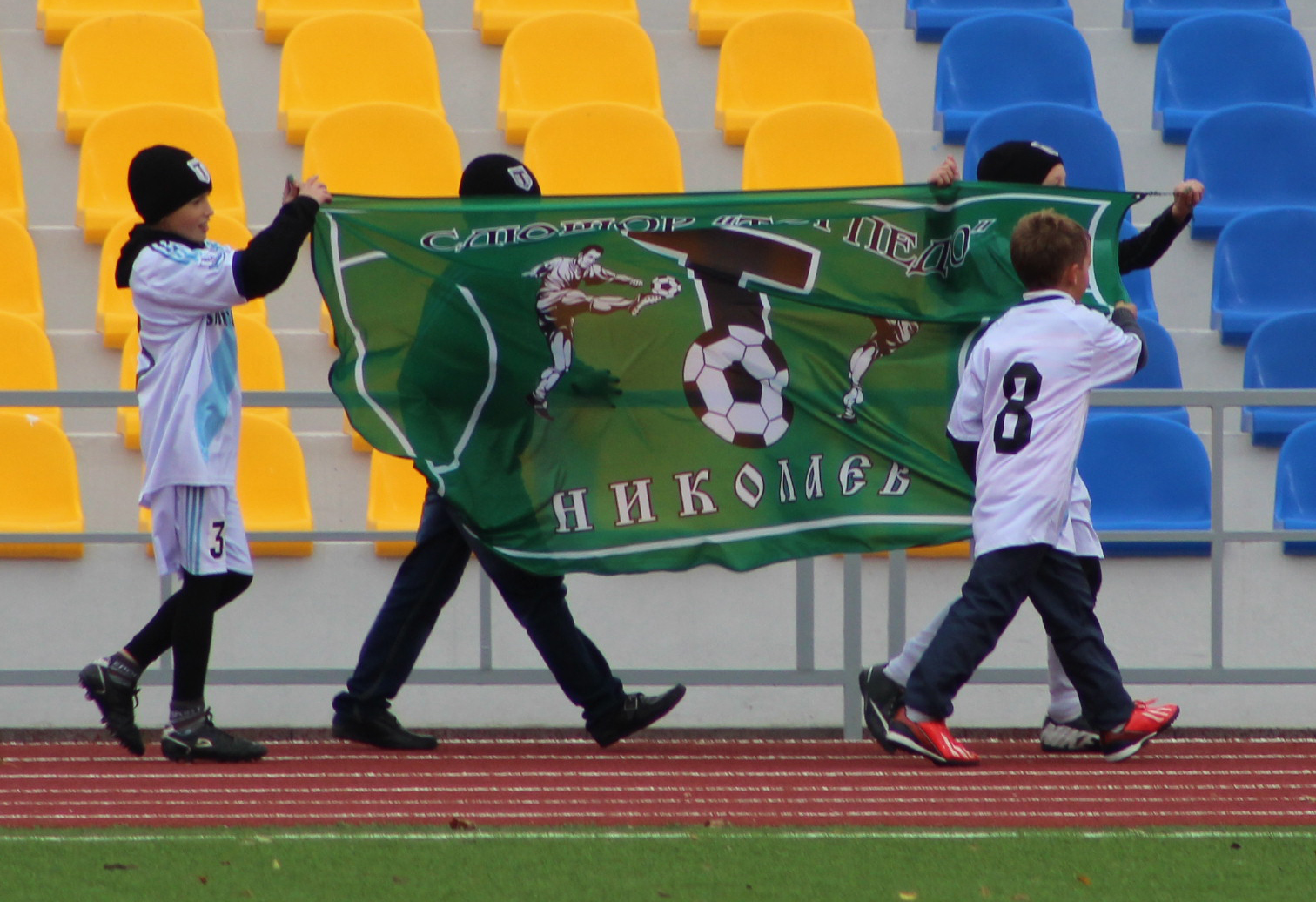
Учащиеся СДЮШОР «Торпедо» с флагом школы

Полное название: Специализированная детско-юношеская школа олимпийского резерва по футболу «Торпедо» спортивного комбината «Зоря»

Адрес: 54044, Украина, г. Николаев, ул. Васляева, 10,

Телефон: +380 51 221 50 55, +380 51 221 40 62

Директор: Возняк Сергей Иванович

СДЮШОР «Торпедо» по футболу была открыта в 1987 году. Школа имеет высшую категорию. В ней занимаются 325 чел., с которыми работают 9 тренеров-преподавателей. Способная молодежь из числа воспитанников СДЮШОР «Торпедо» привлекается со временем во взрослую команду.
Учебно-тренировочные занятия проводятся на стадионе спортивного комбината «Зоря» и двух футбольных площадках с искусственным покрытием (44х22 метра). В зимний период воспитанники школы тренируются в спортивном зале филиала спорткомбината.

### ДЮФЛ
Школа имеет своих представителей в Детско-юношеской футбольной лиге. Команды разных возрастов школы, принадлежащей любительскому клубу, сражаются ежегодно в Высшей лиге турнира, занимая места в нижней части общего зачёта. Последние три сезона СДЮШОР Торпедо завершало турнир на 9 месте, в шаге от вылета в первую лигу.
Результаты выступлений в ДЮФЛУ (последние сезоны)
| Сезон          | Лига                                 | Команда              | Место                | И                    | В                    | Н                    | П                    | МЗ                   | МП                   | О                    |               |
| -------------- | ------------------------------------ | -------------------- | -------------------- | -------------------- | -------------------- | -------------------- | -------------------- | -------------------- | -------------------- | -------------------- | ------------- |
|                |                                      |                      |                      |                      |                      |                      |                      |                      |                      |                      |               |
| ДЮФЛ 2001/2002 | І (Высшая лига), Группа 5 из 5       | Общий зачёт          | 8 из 10              |                      |                      |                      |                      |                      |                      | 84                   |               |
| ДЮФЛ 2001/2002 | І (Высшая лига), Группа 5 из 5       | U-14                 | 2 из 10              | 18                   | 12                   | 2                    | 4                    | 52                   | 15                   | 35                   |               |
| ДЮФЛ 2001/2002 | І (Высшая лига), Группа 5 из 5       | U-15                 | 4 из 10              | 18                   | 9                    | 2                    | 7                    | 32                   | 27                   | 29                   |               |
| ДЮФЛ 2001/2002 | І (Высшая лига), Группа 5 из 5       | U-16                 | 10 из 10             | 18                   | 0                    | 5                    | 13                   | 10                   | 38                   | 5                    |               |
| ДЮФЛ 2001/2002 | І (Высшая лига), Группа 5 из 5       | U-17                 | 9 из 10              | 18                   | 3                    | 3                    | 12                   | 11                   | 40                   | 12                   |               |
| ДЮФЛ 2001/2002 | Стыковые игры                        | U-14                 | 1 из 2               | 2                    | 0                    | 2                    | 0                    | 1                    | 1                    | 2                    |               |
| ДЮФЛ 2001/2002 | Финал. Группа 2                      | U-14                 | 4 из 4               | 3                    | 0                    | 0                    | 3                    | 3                    | 8                    | 0                    |               |
| ДЮФЛ 2001/2002 | Матч за 7-8 место                    | U-14                 | 8 из 8               | 1                    | 0                    | 0                    | 1                    | 0                    | 4                    | 0                    |               |
|                |                                      |                      |                      |                      |                      |                      |                      |                      |                      |                      |               |
| ДЮФЛ 2002/2003 | І (Высшая лига), Группа 5 из 5       | Общий зачёт          | 8 из 10              |                      |                      |                      |                      |                      |                      | 74                   |               |
| ДЮФЛ 2002/2003 | І (Высшая лига), Группа 5 из 5       | U-14                 | 9 из 10              | 18                   | 3                    | 3                    | 12                   | 15                   | 26                   | 12                   |               |
| ДЮФЛ 2002/2003 | І (Высшая лига), Группа 5 из 5       | U-15                 | 4 из 10              | 18                   | 9                    | 1                    | 8                    | 27                   | 16                   | 28                   |               |
| ДЮФЛ 2002/2003 | І (Высшая лига), Группа 5 из 5       | U-16                 | 7 из 10              | 18                   | 6                    | 4                    | 8                    | 25                   | 24                   | 22                   |               |
| ДЮФЛ 2002/2003 | І (Высшая лига), Группа 5 из 5       | U-17                 | 9 из 10              | 18                   | 2                    | 6                    | 10                   | 10                   | 26                   | 12                   |               |
|                |                                      |                      |                      |                      |                      |                      |                      |                      |                      |                      |               |
| ДЮФЛ 2003/2004 | І (Высшая лига), Группа 5 из 5       | Общий зачёт          | 8 из 10              |                      |                      |                      |                      |                      |                      | 73                   |               |
| ДЮФЛ 2003/2004 | І (Высшая лига), Группа 5 из 5       | U-14                 | 9 из 10              | 18                   | 2                    | 3                    | 13                   | 11                   | 39                   | 9                    |               |
| ДЮФЛ 2003/2004 | І (Высшая лига), Группа 5 из 5       | U-15                 | 8 из 10              | 18                   | 3                    | 11                   | 4                    | 11                   | 15                   | 20                   |               |
| ДЮФЛ 2003/2004 | І (Высшая лига), Группа 5 из 5       | U-16                 | 7 из 10              | 18                   | 5                    | 3                    | 10                   | 17                   | 36                   | 18                   |               |
| ДЮФЛ 2003/2004 | І (Высшая лига), Группа 5 из 5       | U-17                 | 7 из 10              | 18                   | 8                    | 2                    | 8                    | 17                   | 25                   | 26                   |               |
|                |                                      |                      |                      |                      |                      |                      |                      |                      |                      |                      |               |
| ДЮФЛ 2004/2005 | І (Высшая лига), Группа 3 из 4       | Общий зачёт          | 10 из 12             |                      |                      |                      |                      |                      |                      | 81                   |               |
| ДЮФЛ 2004/2005 | І (Высшая лига), Группа 3 из 4       | U-14                 | 7 из 12              | 22                   | 9                    | 3                    | 10                   | 31                   | 36                   | 30                   |               |
| ДЮФЛ 2004/2005 | І (Высшая лига), Группа 3 из 4       | U-15                 | 10 из 12             | 21                   | 4                    | 3                    | 14                   | 12                   | 31                   | 15                   |               |
| ДЮФЛ 2004/2005 | І (Высшая лига), Группа 3 из 4       | U-16                 | 12 из 12             | 22                   | 3                    | 2                    | 17                   | 11                   | 61                   | 11                   |               |
| ДЮФЛ 2004/2005 | І (Высшая лига), Группа 3 из 4       | U-17                 | 8 из 12              | 21                   | 7                    | 4                    | 10                   | 26                   | 38                   | 25                   |               |
|                |                                      |                      |                      |                      |                      |                      |                      |                      |                      |                      |               |
| ДЮФЛ 2005/2006 | І (Высшая лига), Группа 3 из 4       | Общий зачёт          | 10-11 из 12          |                      |                      |                      |                      |                      |                      | 80                   |               |
| ДЮФЛ 2005/2006 | І (Высшая лига), Группа 3 из 4       | U-14                 | 5 из 12              | 22                   | 10                   | 8                    | 4                    | 39                   | 21                   | 38                   |               |
| ДЮФЛ 2005/2006 | І (Высшая лига), Группа 3 из 4       | U-15                 | 9 из 12              | 22                   | 6                    | 4                    | 12                   | 21                   | 41                   | 22                   |               |
| ДЮФЛ 2005/2006 | І (Высшая лига), Группа 3 из 4       | U-16                 | 12 из 12             | 22                   | 1                    | 4                    | 17                   | 8                    | 40                   | 7                    |               |
| ДЮФЛ 2005/2006 | І (Высшая лига), Группа 3 из 4       | U-17                 | 11 из 12             | 22                   | 2                    | 7                    | 13                   | 13                   | 42                   | 13                   |               |
|                |                                      |                      |                      |                      |                      |                      |                      |                      |                      |                      |               |
| ДЮФЛ 2006/2007 | Не принимала участия                 | Не принимала участия | Не принимала участия | Не принимала участия | Не принимала участия | Не принимала участия | Не принимала участия | Не принимала участия | Не принимала участия | Не принимала участия |               |
|                |                                      |                      |                      |                      |                      |                      |                      |                      |                      |                      |               |
| ДЮФЛ 2007/2008 | ІІ (Первая лига), Группа 6 из 8      | Общий зачёт          | 2 из 10              |                      |                      |                      |                      |                      |                      | 68                   |               |
| ДЮФЛ 2007/2008 | ІІ (Первая лига), Группа 6 из 8      | U-15                 | 2 из 10              | 18                   | 14                   | 2                    | 2                    | 74                   | 11                   | 44                   |               |
| ДЮФЛ 2007/2008 | ІІ (Первая лига), Группа 6 из 8      | U-17                 | 5 из 10              | 18                   | 7                    | 3                    | 8                    | 44                   | 31                   | 24                   |               |
|                |                                      |                      |                      |                      |                      |                      |                      |                      |                      |                      |               |
| 2008           | Стыковые игры за место в высшей лиге | Общий зачёт          | 1 из 2               |                      |                      |                      |                      |                      |                      | 17                   |               |
| 2008           | Стыковые игры за место в высшей лиге | U-14                 | 2 из 2               | 2                    | 0                    | 1                    | 1                    | 1                    | 2                    | 1                    |               |
| 2008           | Стыковые игры за место в высшей лиге | U-15                 | 1 из 2               | 2                    | 1                    | 1                    | 0                    | 2                    | 1                    | 4                    |               |
| 2008           | Стыковые игры за место в высшей лиге | U-16                 | 1 из 2               | 2                    | 2                    | 0                    | 0                    | 3                    | 0                    | 6                    |               |
| 2008           | Стыковые игры за место в высшей лиге | U-17                 | 1 из 2               | 2                    | 2                    | 0                    | 0                    | 4                    | 0                    | 6                    |               |
|                |                                      |                      |                      |                      |                      |                      |                      |                      |                      |                      |               |
| ДЮФЛ 2008/2009 | І (Высшая лига), Группа 3 из 4       | Общий зачёт          | 8-9 из 10            |                      |                      |                      |                      |                      |                      | 77                   |               |
| ДЮФЛ 2008/2009 | І (Высшая лига), Группа 3 из 4       | U-14                 | 9 из 10              | 18                   | 4                    | 3                    | 11                   | 15                   | 32                   | 15                   |               |
| ДЮФЛ 2008/2009 | І (Высшая лига), Группа 3 из 4       | U-15                 | 4 из 10              | 18                   | 8                    | 3                    | 7                    | 16                   | 24                   | 27                   |               |
| ДЮФЛ 2008/2009 | І (Высшая лига), Группа 3 из 4       | U-16                 | 9 из 10              | 18                   | 4                    | 3                    | 11                   | 20                   | 42                   | 15                   |               |
| ДЮФЛ 2008/2009 | І (Высшая лига), Группа 3 из 4       | U-17                 | 7 из 10              | 18                   | 6                    | 2                    | 10                   | 17                   | 31                   | 20                   |               |
|                |                                      |                      |                      |                      |                      |                      |                      |                      |                      |                      |               |
| ДЮФЛ 2009/2010 | І (Высшая лига), Группа 3 из 4       | Общий зачёт          | 9 из 10              |                      |                      |                      |                      |                      |                      | 63                   |               |
| ДЮФЛ 2009/2010 | І (Высшая лига), Группа 3 из 4       | U-14                 | 5 из 10              | 18                   | 6                    | 6                    | 6                    | 30                   | 25                   | 24                   |               |
| ДЮФЛ 2009/2010 | І (Высшая лига), Группа 3 из 4       | U-15                 | 8 из 10              | 18                   | 4                    | 2                    | 12                   | 17                   | 36                   | 14                   |               |
| ДЮФЛ 2009/2010 | І (Высшая лига), Группа 3 из 4       | U-16                 | 7 из 10              | 18                   | 7                    | 2                    | 9                    | 27                   | 35                   | 23                   |               |
| ДЮФЛ 2009/2010 | І (Высшая лига), Группа 3 из 4       | U-17                 | 10 из 10             | 18                   | 0                    | 2                    | 16                   | 9                    | 58                   | 2                    |               |
|                |                                      |                      |                      |                      |                      |                      |                      |                      |                      |                      |               |
| ДЮФЛ 2010/2011 | І (Высшая лига), Группа 3 из 4       | Общий зачёт          | 9 из 10              |                      |                      |                      |                      |                      |                      | 62                   |               |
| ДЮФЛ 2010/2011 | І (Высшая лига), Группа 3 из 4       | U-14                 | 6 из 10              | 18                   | 5                    | 5                    | 8                    | 12                   | 25                   | 20                   |               |
| ДЮФЛ 2010/2011 | І (Высшая лига), Группа 3 из 4       | U-15                 | 10 из 10             | 18                   | 0                    | 2                    | 16                   | 4                    | 42                   | 2                    |               |
| ДЮФЛ 2010/2011 | І (Высшая лига), Группа 3 из 4       | U-16                 | 7 из 10              | 18                   | 6                    | 3                    | 9                    | 21                   | 30                   | 21                   |               |
| ДЮФЛ 2010/2011 | І (Высшая лига), Группа 3 из 4       | U-17                 | 7 из 10              | 18                   | 5                    | 4                    | 9                    | 17                   | 26                   | 19                   |               |
|                |                                      |                      |                      |                      |                      |                      |                      |                      |                      |                      |               |
| ДЮФЛ 2011/2012 | І (Высшая лига), Группа 3 из 4       | Общий зачёт          | 9 из 10              |                      |                      |                      |                      |                      |                      | 65                   |               |
| ДЮФЛ 2011/2012 | І (Высшая лига), Группа 3 из 4       | U-14                 | 6 из 10              | 18                   | 7                    | 2                    | 9                    | 16                   | 31                   | 23                   |               |
| ДЮФЛ 2011/2012 | І (Высшая лига), Группа 3 из 4       | U-15                 | 8 из 10              | 18                   | 3                    | 5                    | 10                   | 14                   | 40                   | 14                   |               |
| ДЮФЛ 2011/2012 | І (Высшая лига), Группа 3 из 4       | U-16                 | 10 из 10             | 18                   | 1                    | 0                    | 17                   | 5                    | 60                   | 3                    |               |
| ДЮФЛ 2011/2012 | І (Высшая лига), Группа 3 из 4       | U-17                 | 6 из 10              | 18                   | 7                    | 4                    | 7                    | 19                   | 29                   | 25                   |               |
|                |                                      |                      |                      |                      |                      |                      |                      |                      |                      |                      |               |
| ДЮФЛ 2012/2013 | І (Высшая лига), Группа 3 из 4       | Общий зачёт          | 9 из 10              |                      |                      |                      |                      |                      |                      | 47                   |               |
| ДЮФЛ 2012/2013 | І (Высшая лига), Группа 3 из 4       | U-14                 | 10 из 10             | 18                   | 0                    | 3                    | 15                   | 9                    | 41                   | 3                    |               |
| ДЮФЛ 2012/2013 | І (Высшая лига), Группа 3 из 4       | U-15                 | 9 из 10              | 18                   | 4                    | 3                    | 11                   | 8                    | 23                   | 15                   |               |
| ДЮФЛ 2012/2013 | І (Высшая лига), Группа 3 из 4       | U-16                 | 9 из 10              | 18                   | 3                    | 1                    | 14                   | 16                   | 51                   | 10                   |               |
| ДЮФЛ 2012/2013 | І (Высшая лига), Группа 3 из 4       | U-17                 | 7 из 10              | 18                   | 5                    | 4                    | 9                    | 11                   | 21                   | 19                   |               |
|                |                                      |                      |                      |                      |                      |                      |                      |                      |                      |                      |               |
| ДЮФЛ 2017/2018 | І (Высшая лига), Группа 3 из 4       | Общий зачёт          | из                   |                      |                      |                      |                      |                      |                      |                      |               |
| ДЮФЛ 2017/2018 | І (Высшая лига), Группа 3 из 4       | U-14                 | 5 из 10              | 18                   | 7                    | 6                    | 5                    | 19                   | 14                   | 27                   | [ 26 ]        |
| ДЮФЛ 2017/2018 | І (Высшая лига), Группа 3 из 4       | U-15                 | 3 из 10              | 18                   | 10                   | 2                    | 6                    | 29                   | 29                   | 32                   | [ 26 ]        |
| ДЮФЛ 2017/2018 | І (Высшая лига), Группа 3 из 4       | U-16                 | 1 из 10              | 18                   | 13                   | 4                    | 1                    | 37                   | 8                    | 43                   | [ 26 ]        |
| ДЮФЛ 2017/2018 | І (Высшая лига), Группа 3 из 4       | U-17                 | 7 из 10              | 18                   | 7                    | 2                    | 9                    | 15                   | 26                   | 23                   | [ 26 ]        |
| ДЮФЛ 2017/2018 | Стыковые игры                        | U-15                 | 2 из 2               | 2                    | 0                    | 0                    | 2                    | 0                    | 10                   | 0                    | [ 27 ] [ 28 ] |
| ДЮФЛ 2017/2018 | Стыковые игры                        | U-16                 | 2 из 2               | 2                    | 0                    | 0                    | 2                    | 2                    | 5                    | 0                    | [ 27 ] [ 28 ] |

### Достижения
- 1990 год — команда юношей 1978 г.р. (тренер Козенко В. И.) — финалист Кубка Украины «Надежда» (итоговое 2 место)
- 2002 год — команда юношей 1988 г.р. (тренер Козенко В. И.) — выход в финальную 8-ку чемпионата Украины среди юношей U-14[29]
- 2003 год — команда юношей 1991 г.р. (тренер Дзеба И. В.) — серебряный призёр Всеукраинских соревнований на призы клуба «Кожаный мяч»
- 2007 год — команда юношей 1993 г.р. (тренер Смаженко О. В.) — обладатель Кубка Украины среди юношей по мини-футболу[30]
- 2007 год — команда юношей 1992 г.р. (тренер Хасап И. К.) — выход в финальную 8-ку чемпионата Украины среди юношей (итоговое 7 место)
- 2015 год — команда юношей 2000 г.р. (тренеры Дмитрий Добровольский и Руслан Уманец) — выход в финальную 8-ку чемпионата Украины среди юношей (итоговое 5 место)[31]

### Воспитанники
Воспитанники в сборных страны
| Период     | Сборная              | Футболист         | Год рождения | Матчи (голы)  |
| ---------- | -------------------- | ----------------- | ------------ | ------------- |
| 2003 год   | Украина U-21         | Андрей Березовчук | 1981 г.р.    | 1(0)          |
| 2004 год   | Украина              | Вячеслав Чечер    | 1980 г.р.    | 5(0)          |
| 2007 год   | Украина U-16         | Роман Кретов      | 1991 г.р.    |               |
| 2008 год   | Украина U-16         | Игорь Савка       | 1992 г.р.    | 2(0)          |
| 2008 год   | Украина U-16         | Виталий Мартынов  | 1992 г.р.    | 10(2)         |
| 2008—н. в. | Австралия U23 / нац. | Никита Рукавица   | 1987 г.р.    | 13(1) / 11(1) |

Воспитанники в финальных стадиях турниров
- Олимпийские игры 2008 —  Никита Рукавица[35]
- Чемпионат мира 2010 —  Никита Рукавица

Воспитанники, игравшие в профессиональных клубах
- Никита Рукавица[36]
- Вячеслав Чечер[36]
- Денис Васин[36]
- Сергей Литовченко[36]
- Андрей Распопов[36]
- Андрей Березовчук[37]
- Павел Череватенко[38]
- Тимур Чолария[39]
- Александр Палешев

### ДЮФШ «Николаев»
В 2020 году клуб первой лиги МФК «Николаев» создал собственную ДЮФШ. В её состав была принята СДЮШОР «Торпедо». МФК «Николаев» взял на себя финансирование школы. Юные футболисты ДЮФШ «Николаев» играют в форме, за основу которой была взята цветовая гамма школы «Торпедо», внесены новые элементы. Символику школы «Торпедо» разместили на левом рукаве игровой формы.

## Торпедочка
При поддержке СК «Заря», СДЮШОР «Торпедо» и областной федерации футбола существует любительский женский футбольный клуб «Торпедочка» (в 2011 году «Торпедочка—Николаевгаз»).
Команда регулярно выступает на неофициальных турнирах по футболу, мини-футболу и пляжному футболу в Донецке, Одессе и Николаеве. Проводила товарищеские встречи. В 2011 году принимала участие в финальном этапе всеукраинских соревнований ФСО «Колос», а в 2013 году стала их триумфатором. Становилась чемпионом Николаевской области. В чемпионате Украины не выступала.
В 2013 году защитник Аня Иванова и полузащитник Даша Несевра (выступают за команду «Торпедочка» Николаев) — приглашены на первый сбор женской сборной Украины WU15.

## Стадион

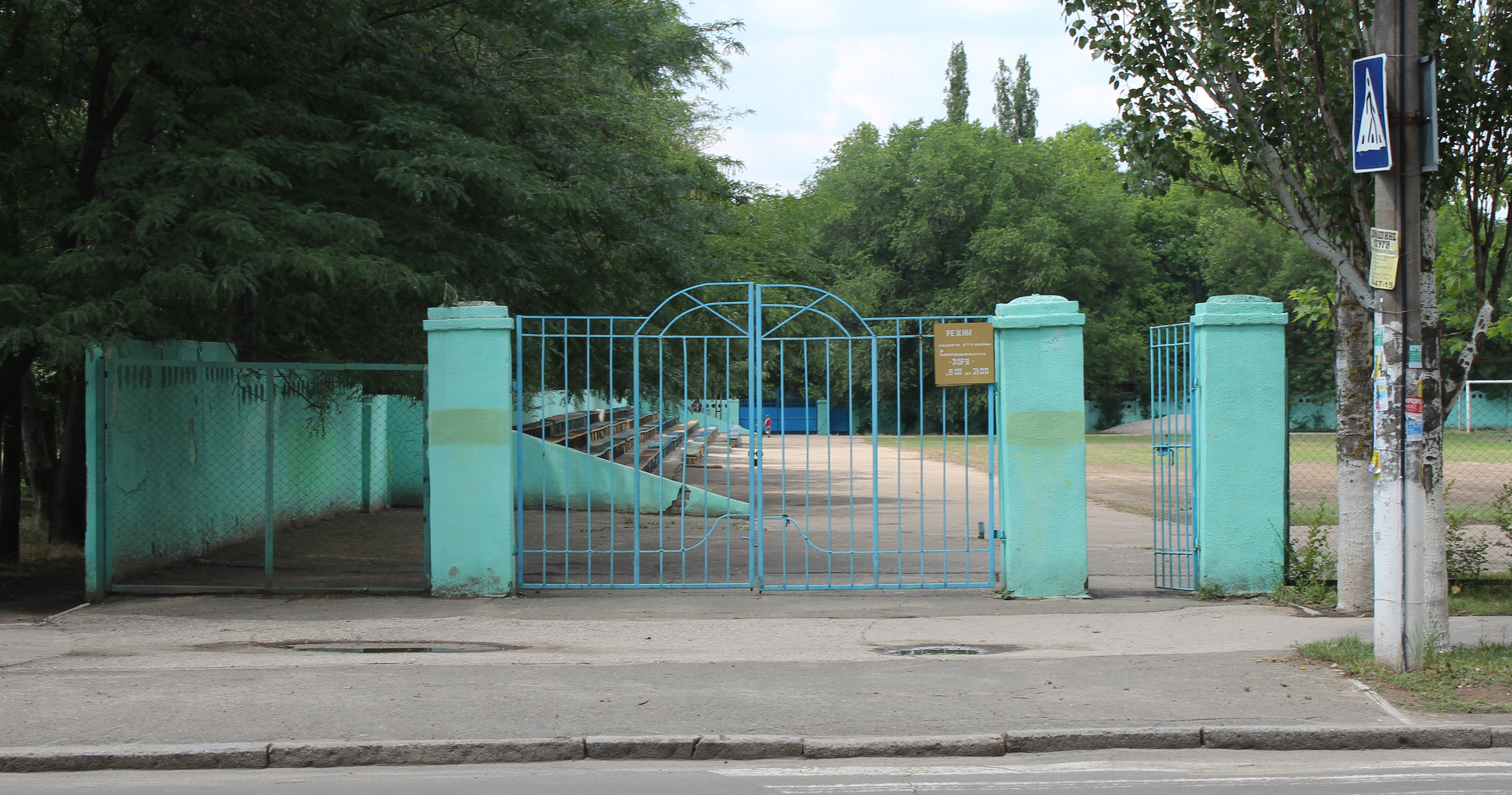
Вход на стадион Спорткомбината «Зоря»

Исторически футбольная команда предприятия «Заря-Машпроект» выступает на николаевском стадионе «Заря» по ул. Васляева, 10 (1500 зрителей). В данный момент на стадионе продолжается реконструкция. Во время реконструкции «Торпедо» проводит матчи на стадионах Очакова «Артания», Южноукраинска «Олимп» и прочих. Домашние встречи в розыгрыше кубка области 2013 года «Торпедо» проводило на Центральном стадионе в поселке Березанка. Данная арена рассматривается как вариант для проведения домашних матчей Чемпионата Украины.

### Ход реконструкции

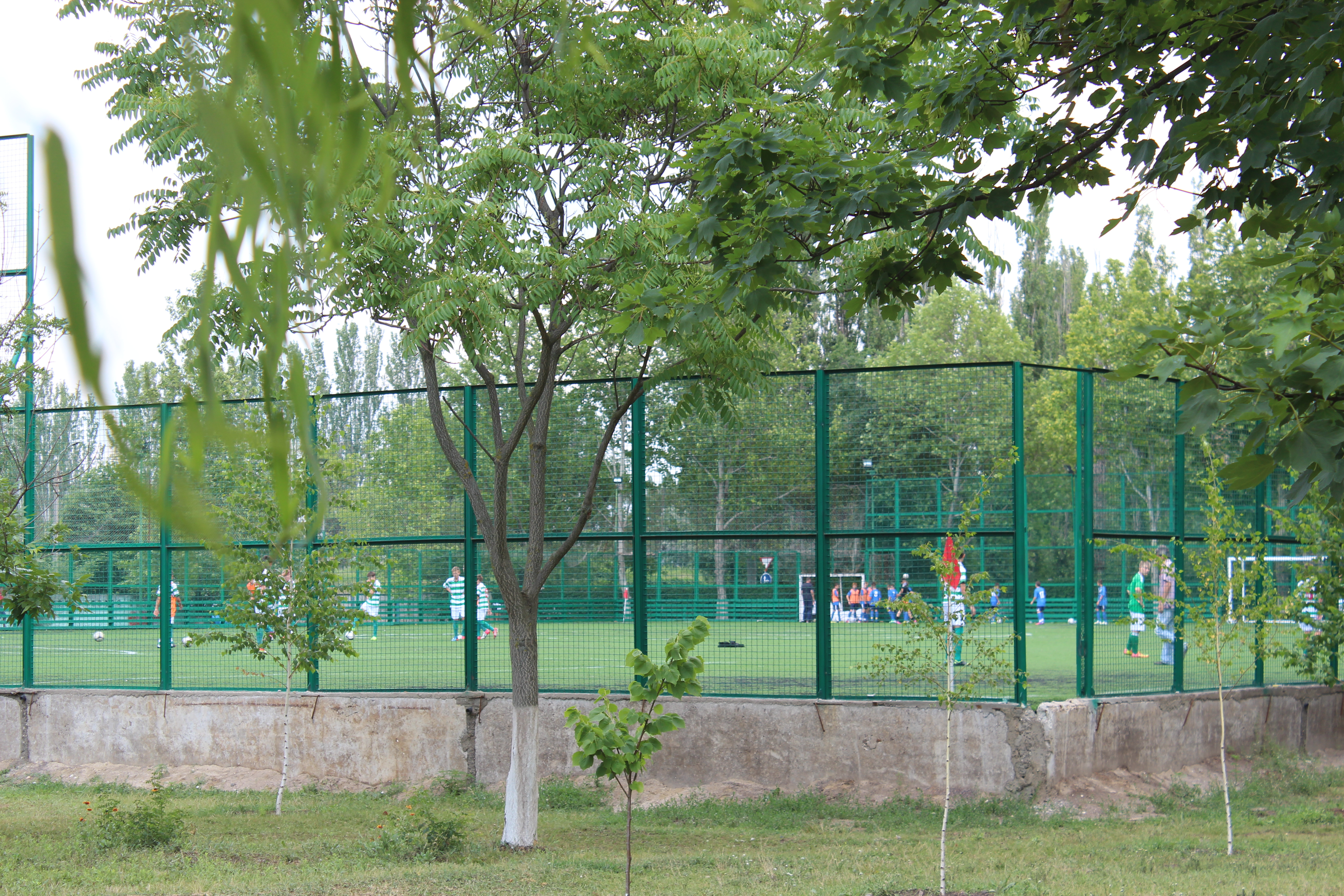
Тренировка на поле с искусственным покрытием Спорткомбината «Зоря»

Первый этап реконструкции стадиона начался в конце 2010 года. Однако за 2 года роботы не продвинулись.
В конце 2012 года на ГП «Зоря»-«Машпроект» вновь приступили к строительству поля с искусственным покрытием для большого футбола. Создать профессиональный спортивный объект планируют на территории спорткомплекса «Зоря». Данное поле станет всего лишь вторым полноценным подобным полем в городе Николаеве. Также подвергнется реконструкции и старое поле спорткомплекса «Зоря» с натуральным газоном.
В данный момент строительство поля продолжается. Размер нового поля поддерживает стандарт для матчей команд второй лиги — он составляет 92х67 метров. Но основное его предназначение — тренировочная база для клуба и футбольной школы «Торпедо».
Информация о том что в будущем «Торпедо» в Николаеве будет иметь не только поле с искусственным покрытием, а и основное — с натуральным газоном была подтверждена на исполкоме ФФНО.

## Символика

### Цвета
| Чёрный | Белый | Зелёный |

### Эмблема
В 2010 году болельщиками клуба был предложен вариант эмблемы. Она представляет собой византийский (круглый) щит тёмно-зелёного цвета. В центре щита находится заглавная буква «Т» чёрного цвета. Щит окантован по периметру белой надписью на чёрном фоне «Футбольный клуб Football club Николаев». В середине главы щита над буквой «Т» размещён футбольный мяч в стилистике 50-х годов XX века. С правого нижнего угла до правого верхнего угла щит пересекается белой полосой, на которой чёрными заглавными буквами указана название футбольного клуба «Торпедо». На сегодняшний день этот вариант эмблемы наиболее широко известен. Её использует в своём оформлении официальный сайт клуба.
Футболки игроков команды «Торпедо» украшает другая эмблема. Она представляет собой испанский (четырёхугольный с круглым основанием) щит, в середине основания которого находится тот же футбольный мяч в стилистике 50-х годов XX века. Буква «Т» в этом варианте занимает основную часть щита. Название «Торпедо» указано прямо на ней (на верхней перегородке буквы). На букву «Т» опирается название города на украинском языке «Миколаїв» (все буква заглавные). Цвет линий эмблемы всегда контрастирует с цветом футболки. На зелёных и белых футболках — линии чёрные, на чёрных и синих — белые. Сам щит всегда остаётся прозрачным, то есть повторяет цвет футболки. Эта эмблема до 2010 года была основной.

### Форма
| 80-е года · XX века | 2008 г., · umbro | 2009—2010 гг. | 2010 г., · umbro | 2011—2012 гг., · umbro | 2012 г., · adidas | Осенняя форма · 2009—н. в. | 2011—н. в., · adidas |

### Гимн
«Торпедо» — вперёд!
Кто-то любит регби, кто-то — баскетбол

Парни из «Торпедо» любят все футбол.

Блеск травы на поле и желанный мяч

Нас рассудит в споре этот жаркий матч.

Мы верны традициям, нашим тренерам,

И о нас узнают в клубах разных стран.

Чечер и Распопов — вы пример для нас,

Мы в игре покажем самый высший класс.

Припев:

«Торпедо» — вперёд! Ни шагу назад.

Блистательный гол, ему каждый рад.

«Торпедо» — вперёд! Ты сил не жалей.

Мы всё отдадим для победы своей.

Пусть в игре соперник в чём-то лучше нас,

Выиграем битву в следующий раз.

Через поражения вкус побед придёт,

Мастерство и дружба нас ведут вперёд.

С гордостью эмблему носим мы «Торпедо».

Знаем мы, что нам нужна лишь одна победа.

Много тренируемся, даже спим с мячом.

И играть готовы ночью мы и днём.

Припев (1 раз)

Мы хотим поехать на Евро и на мир.

Славу Украине даст теле эфир.

И гордится нами наш завод «Зоря»,

И на это поле вышли мы не зря.

Припев (2 раза)

## Тренерский штаб
| Главный тренер | Виталий Котов |

## Руководство клуба
| Президент     | Евгений Алексеевич Барвинский |
| Администратор | Владимир Скрипка              |

## Персоналии

### Тренеры
- 2004—08.2013: Владимир Козенко
- 08.2013—н. в.: Виталий Котов[59]

|  |  |  |  |

### Болельщики
- Елена Хомровая[60]
- Владимир Васильев

Интересный факт:
В начале 80-х годов под руководством Владимира Козенко за подростковую команду «Торпедо» тренировался и играл Владимир Васильев, будущий писатель-фантаст.

## Противостояния

### «Торпедо» — МФК «Николаев»
МФК «Николаев» на протяжении всей своей своей истории является флагманом Николаевского футбола. Команда участник всех чемпионатов Украины в которых успела поиграть во всех лигах от высшей до второй. В советский период эта команда, под названием «Судостроитель», представляла город и область в чемпионатах СССР во второй лиге. Единственная профессиональная команда региона является принципиальным и желанным соперником для всех любительских коллективов. На такие матчи любители выходят с особенным настроением, зная, что играют против профессионалов один раз, — выкладываются по максимуму. «Торпедо» же, как и многие другие, был всего-лишь любительской командой. В период самых крупных успехов советского «Торпедо» (конец 50-х…начало 60-х гг. ХХ ст.) команда имела три шанса чтобы стать профессиональной. На пути во вторую лигу чемпионата СССР нужно было преодолеть лишь «Судостроитель». Но все три раза команда «корабелов» была сильнее. «Судостроитель» ни разу не проиграл подобных дуэлей ни «Торпедо», ни другим командам. Кроме этих переходных матчей, на официальных турнирах команды между собой не встречались.
В 2011 году МФК «Николаев» в рамках подготовки ко второму кругу сезона 2010/11 принял участие в Открытом зимнем чемпионате Николаевской области. В рамках этого любительского турнира состоялась последняя на сегодняшний день встреча команд. Середняк второй лиги был бит лучшей любительской командой области со счетом 2:1. Судьбу матча решили 2 пенальти в ворота «Николаева».

#### Матчи «Торпедо» против МФК «Николаев» («Судостроителя»)
| № п.п.                                                | Дата       | Турнир                       | Сезон | Этап   | Место проведения, стадион          | Счёт | Авторы мячей у «Торпедо»               | Авторы мячей у «Николаева» |
| ----------------------------------------------------- | ---------- | ---------------------------- | ----- | ------ | ---------------------------------- | ---- | -------------------------------------- | -------------------------- |
| 1                                                     | 02.11.1961 | Переходные матчи в Класс «Б» | 1961  | 1 матч |                                    | 1:1  | Худояш (а.г.)                          |                            |
| 2                                                     | 05.11.1961 | Переходные матчи в Класс «Б» | 1961  | 2 матч |                                    | 0:2  |                                        |                            |
| 3                                                     | 02.11.1963 | Переходные матчи в Класс «Б» | 1963  | 1 матч |                                    | 0:0  |                                        |                            |
| 4                                                     | 06.11.1963 | Переходные матчи в Класс «Б» | 1963  | 2 матч |                                    | 1:3  | Тюрин                                  |                            |
| 5                                                     | 04.11.1965 | Переходные матчи в Класс «Б» | 1965  | 1 матч |                                    | 0:4  |                                        |                            |
| 6                                                     | 06.11.1965 | Переходные матчи в Класс «Б» | 1965  | 2 матч |                                    | 1:2  | Захарченко                             |                            |
| 7                                                     | 03.02.2011 | Зимний чемпионат области     | 2011  | 6 тур  | Николаев, ЦГС (искусственное поле) | 2:1  | Шелест (31, пен.), Тормозов (48, пен.) | Бездольный (4)             |
| Итого: Побед — 1 Ничьих — 2 Поражений — 4 Мячи — 4:13 |            |                              |       |        |                                    |      |                                        |                            |

### «Торпедо» — «Энергия»
Когда в 2011 году родился клуб «Энергия», в любительском футболе области практически единолично правила другая николаевская команда — «Торпедо» — многократный чемпион области, финалист Кубка Украины (2007) и чемпионата Украины (2008 и 2009), бронзовый призёр чемпионата Украины (2011). Когда в первый год своего существования «энергетики» фактически с нуля формировали состав, за новую команду, наряду с другими известными исполнителями, стали выступать перешедшие из «Торпедо» Сергей Гранковский, Кирилл Шиманец, Денис Рябцев и Василий Чернопиский. Потеря этих исполнителей сразу же сказалась на результатах «торпедовцев». Первый же чемпионат области, в котором встретились обе команды остался за «Энергией» (2012). Следующий титул зимнего чемпиона (2013) также достался «энергетикам». «Торпедо» же оставило за собой менее престижные Кубок и Суперкубок области.
Так захват лидерства в региональном любительском футболе командой «Энергия» на фоне ухудшения результатов выступлений «Торпедо», на фоне переманивания лучших исполнителей, а также на фоне быстрого перехода «энергетиков» в профессионалы, тогда как «торпедовцы» не спешат с этим, занимаясь в первую очередь созданием современной инфраструктуры клуба, повлиял на то что для болельщиков «Торпедо» это противостояние стало принципиальным.
Интересный факт:
«Торпедо» является единственной любительской командой, которой удавалось одерживать победу в официальных матчах против «Энергии».

#### Все матчи «Торпедо» против «Энергии»
| № п.п.                                               | Дата       | Турнир                   | Сезон | Этап       | Место проведения, стадион          | Счёт | Авторы мячей у «Торпедо»              | Авторы мячей у «Энергии»                   |
| ---------------------------------------------------- | ---------- | ------------------------ | ----- | ---------- | ---------------------------------- | ---- | ------------------------------------- | ------------------------------------------ |
| 1                                                    | 14.04.2012 | Кубок области            | 2012  | 1/8 финала | Николаев, ЦГС (искусственное поле) | 1:0  | Галстян (79)                          |                                            |
| 2                                                    | 23.06.2012 | Чемпионат области        | 2012  | 7 тур      | Николаев, ЦГС (искусственное поле) | 1:0  | Тормозов (88, пен.)                   |                                            |
| 3                                                    | 13.10.2012 | Чемпионат области        | 2012  | 16 тур     | Южноукраинск, стадион «Олимп»      | 0:2  |                                       | Рябченко (78), Булах (84)                  |
| 4                                                    | 03.11.2012 | Суперкубок области       | 2012  | финал      | Николаев, ЦГС (искусственное поле) | 1:0  | Галстян (35)                          |                                            |
| 5                                                    | 02.03.2013 | Зимний чемпионат области | 2013  | 9 тур      | Николаев, ЦГС (искусственное поле) | 0:1  |                                       | Гранковский (43)                           |
| 6                                                    | 15.05.2013 | Любительский ЧУ          | 2013  | группа 4   | Николаев, ЦГС (искусственное поле) | 1:2  | Тормозов (58)                         | Маркитан (44), Рябцев (76, пен.)           |
| 7                                                    | 19.06.2013 | Любительский ЧУ          | 2013  | группа 4   | Николаев, ЦГС (искусственное поле) | 2:3  | Чернопиский (25, а.г.), Тормозов (29) | Кулин (18), Федорченко (21), Рябченко (59) |
| Итого: Побед — 3 Ничьих — 0 Поражений — 4 Мячи — 6:8 |            |                          |       |            |                                    |      |                                       |                                            |